# Großes Moskauer Derby

Spartak-Fans beim Derby gegen ZSKA (1:5) am 12. Juli 2008

Fankurve von ZSKA beim selben Derby

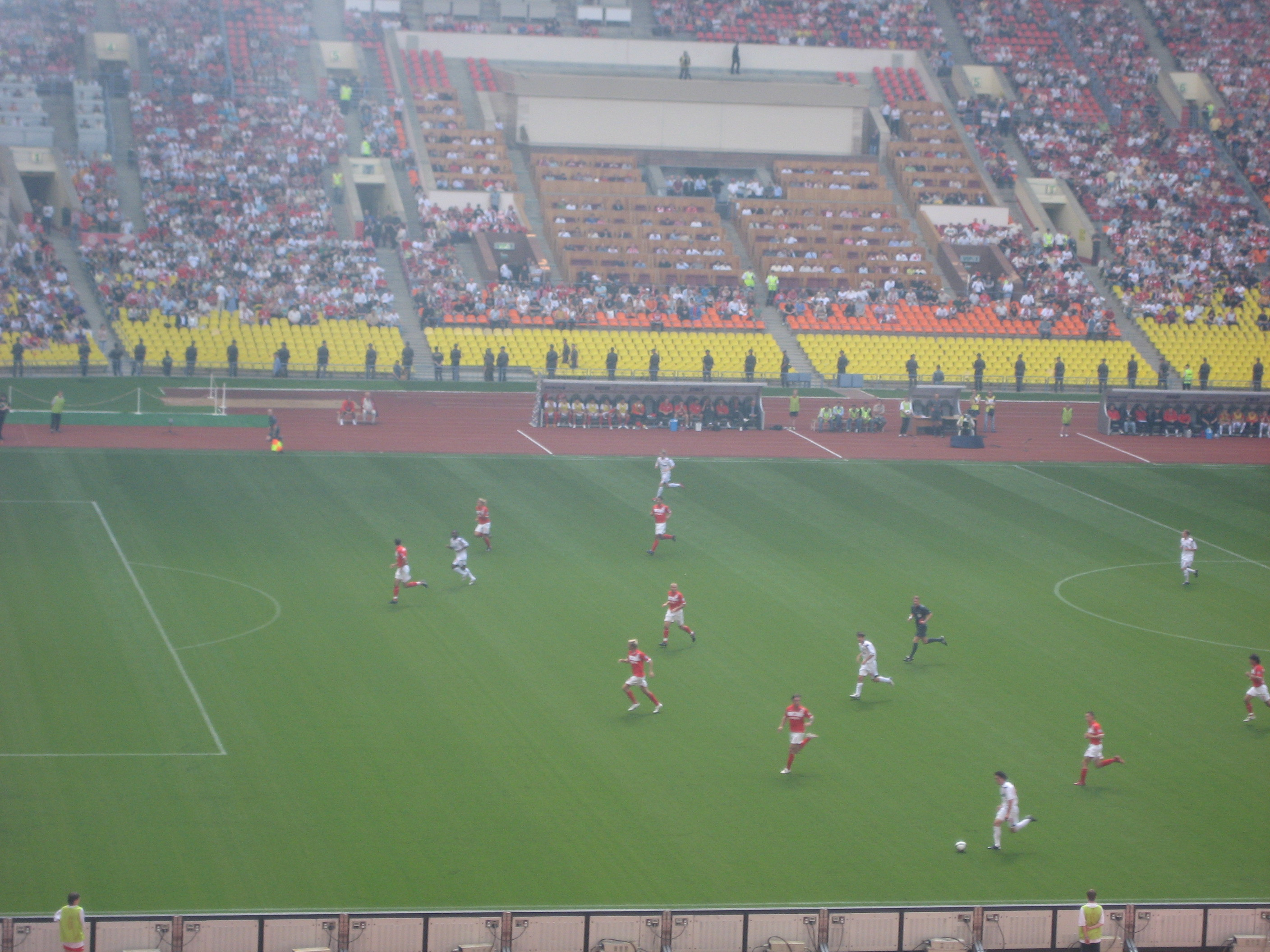
Spielszene aus demselben Derby

Als Großes Moskauer Derby (russisch Главное московское дерби) wird seit dem frühen 21. Jahrhundert die Begegnung zwischen Spartak Moskau und ZSKA Moskau bezeichnet. Über weite Strecken des 20. Jahrhunderts galten die Spiele zwischen Spartak und Dynamo Moskau als das bedeutendste Moskauer Derby. Fans und Ultras der Vereine ZSKA und Dynamo sind verbündet und Spartak ist ihr gemeinsamer Hauptfeind.

## Geschichte der großen Moskauer Rivalitäten
Spartak entwickelte sich schnell zum populärsten Verein Russlands und ist es bis heute geblieben. Im Gegensatz zum früheren Armeesportverein ZSKA, der dem Verteidigungsministerium unterstellt war, und zum ehemals dem Innenministerium unterstellten sowie dem KGB angegliederten Dynamo, die beide das politische System des Sowjetkommunismus als solches verkörperten, galt Spartak seit jeher als „oppositioneller“ Volksverein.

### Mythos Spartak
Spartak wurde von den vier Starostin-Brüdern gegründet, die den Verein politisch unabhängig halten wollten, wodurch er allerdings erst recht zum Politikum wurde; den Mächtigen ein Dorn im Auge und in weiten Teilen der Bevölkerung beliebt und bewundert. Einen herben Schlag erfuhr die Mannschaft der Rot-Weißen, als alle vier Starostin-Brüder 1942 wegen „Hochverrats“ verurteilt und in ein Gefangenenlager nach Sibirien geschickt wurden, wo sie bis zu Stalins Tod im März 1953 einsaßen. Doch dieser Rückschlag, der die Mannschaft auch sportlich zurückwarf, hat dem Verein letztendlich mehr genutzt als geschadet. Denn fortan galt es als eine Art stillen Protestes, die Mannschaft zu unterstützen und so wurde Spartak zum unumstrittenen Liebling der politischen Opposition in Moskau und in weiten Teilen Russlands.

### Rivalität zwischen Spartak und Dynamo
Aufgrund der oben geschilderten Zusammenhänge befand sich Spartak in einer Rolle, die in der DDR von Union Berlin und Chemie Leipzig verkörpert wurde. Im Vergleich zu diesen beiden Vereinen war Spartak allerdings mehr als eine Nummer größer, weil neben der zugedachten Rolle des „politischen Querulanten“ auch entsprechende sportliche Erfolge zu verzeichnen waren. So war Spartak trotz einiger tatsächlicher und manchmal auch nur gefühlter politischer Benachteiligung mit zwölf Meistertiteln der erfolgreichste Moskauer Verein in der alten Sowjetunion. Zweiterfolgreichster Moskauer Verein war Dynamo  (elfmal Meister), so dass ihre direkten Aufeinandertreffen als „das wichtigste Spiel Moskaus“ galten. Der Armeesportverein ZSKA – der zwar immerhin auch siebenmal Meister wurde, seine Glanzzeit aber in den Jahren unmittelbar nach dem Zweiten Weltkrieg hatte, als er fünf seiner sieben Titel gewann (die anderen Erfolge stellten sich 1970 und 1991 ein) – galt ansonsten über weite Strecken nur als die „dritte Kraft“.
Doch Dynamo verdankte seine Rolle als angesehenster Moskauer Gegenpart zu Spartak bald mehr dem Resultat alter Glanzzeiten als der (wenig erfolgreichen) sportlichen Gegenwart. Schließlich kam nach den zehn bis 1963 errungenen Meistertiteln nur noch ein einziger Meisterschaftsgewinn im Jahr 1976 hinzu.

### Rivalität zwischen Spartak und ZSKA
In den ersten zehn Jahren der 1992 neu eingeführten russischen Liga entwickelte Spartak sich mit neun Titeln (lediglich 1995 wurde die Meisterschaft von Alanija Wladikawkas gewonnen) zum Serienmeister, so dass infolge ihrer Dominanz schon bald Langeweile drohte. Doch nachdem 2002 der sportliche Newcomer Lokomotive Moskau ihre Dominanz brechen konnte, wartete Spartak bis 2017 nicht nur vergeblich auf einen weiteren Meistertitel, sondern war über weite Strecken auch aus der Spitzengruppe des russischen Vereinsfußballs verdrängt worden. Währenddessen hat sich der ehemalige Armeesportverein ZSKA zum neuen Moskauer Topverein entwickelt, der seit 1998 sechs russische Meistertitel gewann und achtmal Vizemeister wurde. Darüber hinaus gewann er seit 2002 siebenmal den einheimischen Pokalwettbewerb und holte 2005 mit dem Gewinn des UEFA-Pokals erstmals einen europäischen Titel nach Moskau. Aufgrund dieser Entwicklung gilt inzwischen das Spiel zwischen dem zuletzt sehr erfolgreichen ZSKA und dem noch immer populärsten Moskauer Verein Spartak als das wichtigste Moskauer Stadtderby.